# Henry Percy northumberlandi gróf (1421–1461)
Henry Percy, Northumberland 3. grófja (Leconfield, 1421. július 25. – Towton, 1461. március 29.) angol nemes volt, aki a Percy nemzetség tagjaként a Lancaster-ház oldalán részt vett a rózsák háborújában. A gróf a towtoni csatában esett el.

## Családja
Apja Henry Percy, Northumberland 2. grófja, anyja Eleanor Percy volt. Az anyjával azonos nevű Eleanor Percyt, Poynings bárónőjét vette feleségül. Testvére volt mások mellett Thomas Percy, Egremont bárója. Egy fia, Henry és három lánya, 
Eleanor, Margaret és Elizabeth született.

## Pályafutása
VI. Henrik angol király 1426. május 19-én ütötte lovaggá, ugyanazon a napon, amikor a gyerekkirály is lovag lett. 1440-től a skót határvidék felügyelője volt. Poynings grófi címét felesége révén szerezte meg 1446-ban, míg Northumberland grófságát apjától örökölte, aki az első Saint Albans-i csatában halt meg. 
1448-ban Sir Robert Ogle társaságában skóciai hadjáratban vett részt, és felégette Dunbart. Bosszúból a skótok felgyújtották apja alnwicki várát júniusban, majd Warkworth-ot júliusban. Októberben a király utasítására ismét betört Skóciába, ahol foglyul ejtette Hugh Douglas, Ormond grófja. Miután visszanyerte szabadságát, a király Sir Robert Ogle javaiból kártalanította.
1458 januárjában a nagytanács berendelte, hogy véget vessenek a Neville–Percy-viszálynak. Komoly sereg élén érkezett Londonba, de a helyiek nem engedték be a városba, mert féltették békéjüket. 1459 novemberében részt vett a parlament ülésén Coventryben, ahol elítélték Plantagenet Richárd yorki herceget. Részt vett az 1460-as wakefieldi ütközetben, ahol meghalt York. Ezután segített hadat gyűjteni Anjou Margit angol királynénak, majd dél felé indult csapataival, és megverte Warwick grófját, Richard Neville-t a második Saint Albans-i csatában. A gróf ezután együtt vonult be Yorkba a királlyal és a királynéval.  Towtonnál esett el, majd Yorkban, a Szent Dénes-templomban temették el.